# Howard Kaylan
Howard Kaplan, plus connu sous le nom d'Howard Kaylan, est un musicien américain né le 22 juin 1947 à New York, dans le Bronx. Il fait partie des membres fondateurs du groupe californien de folk rock The Turtles, puis au cours des années 1970, il forme le duo Flo & Eddie (en) avec Mark Volman (en) et fait partie du groupe The Mothers of Invention de Frank Zappa, toujours avec Mark ; leur duo au sein du groupe de Zappa est surnommé « Phlorescent Leech & Eddie ».

## Biographie
Né à New York en 1947, Howard Kaplan grandit en Californie, où s'est installée sa famille. Il chante dans la chorale de son lycée et se lie d'amitié avec Mark Volman (en). En 1962, ce dernier intègre The Nightriders, le groupe de surf music fondé par Kaplan. Après l'obtention de leur diplôme d'études secondaires, ils adoptent le nom The Crossfires. Ils sont recrutés en 1965 par le label White Whale Records. Howard Kaplan se fait alors appeler « Kaylan » et le groupe adopte le nom The Turtles. Ils s'orientent vers le folk rock et reprennent It Ain't Me Babe de Bob Dylan sur leur premier single, qui entre au Billboard Hot 100,.
Après la séparation du groupe, en 1970, il forme le duo Flo & Eddie (en) avec Mark Volman (en). Ensemble, ils se produisent avec Frank Zappa & The Mothers of Invention et enregistrent plusieurs albums.
Les expériences vécues dans les années 1960 lui ont inspiré le scénario du film My Dinner with Jimi, sorti en 2003, et une autobiographie, Shell Shocked: My Life with the Turtles, Flo and Eddie, and Frank Zappa, etc., parue en 2013.

## Ouvrage
- (en) Shell Shocked : My Life with the Turtles, Flo and Eddie, and Frank Zappa, Etc.  (en collaboration avec Jeff Tamarkin), Hal Leonard Publishing Company, 2013, 277 p. (ISBN 978-1-61780-846-3)